# Karl-Heinz Ruhland
Karl-Heinz Ruhland (* März 1938 in Berlin) ist ein ehemaliges Mitglied der terroristischen Vereinigung Rote Armee Fraktion (RAF). Er wird der ersten Generation zugerechnet, wurde Kronzeuge und war von 1970 bis 1974 inhaftiert.

## Leben
Karl-Heinz Ruhland war 1970 als Mechaniker bei dem Gebrauchtwagenhändler Eric Grusdat in Berlin tätig. Er half Grusdat, Fahrzeuge für die RAF zu präparieren. Im Sommer 1970 ließ er sich in Jordanien mit anderen RAF-Mitgliedern militärisch ausbilden. Im Oktober 1970 wurde er aktives Mitglied der RAF. Ruhland fuhr zu Ulrike Meinhof nach Hannover, mietete konspirative Wohnungen an, war an mehreren Banküberfällen und einem Einbruch in ein Waffengeschäft beteiligt. Im November 1970 brach Ruhland zusammen mit Ulrike Meinhof und Heinrich „Ali“ Jansen in das Rathaus in Neustadt am Rübenberge und eine Woche später in das Rathaus in Langgöns im Landkreis Gießen ein, um Pässe und Dienststempel zu erbeuten. Bei dem Einbruch in Langgöns wurden 166 Blankoausweise, eine Ösenzange für Passfotos und die dazugehörigen Nieten aus dem Büro des Bürgermeisters gestohlen. Von dieser Beute profitierte die erste Generation der RAF bis zu ihrem Ende. Am 20. Dezember 1970 geriet er in Oberhausen mit den RAF-Mitgliedern Heinrich Jansen und Beate Sturm in eine Fahrzeugkontrolle. Ruhland begleitete die Polizeibeamten zu ihrem Einsatzfahrzeug und übergab ihnen eine geladene und entsicherte Pistole ohne den Versuch zu machen, sich der Festnahme zu entziehen. Jansen und Sturm gelang die Flucht.
Ruhland war zeitweilig hoch verschuldet und ist nie in den engeren Kreis der RAF vorgerückt. Er kannte viele Gruppenmitglieder nur unter deren Decknamen. Später gaben einige ehemalige RAF-Mitglieder an, er sei 1970 eine Liebesbeziehung mit Ulrike Meinhof eingegangen. Nach seiner Verhaftung war Ruhland das erste RAF-Mitglied, das aussagte. Er machte umfangreiche Angaben und gab ein Interview in dem Magazin Der Spiegel. Im Prozess gegen Horst Mahler wegen der Baader-Befreiung trat er als Kronzeuge auf und verriet Stützpunkte der RAF in Berlin, Niedersachsen, Köln und Frankfurt am Main. Im März 1972 wurde er wegen Bankraubs zu einer Freiheitsstrafe von viereinhalb Jahren verurteilt, aber nach zweieinhalb Jahren 1973 entlassen. Nachdem 1976 ein Interview mit Ruhland veröffentlicht worden war, in dem er berichtet hatte völlig schutzlos, ohne Geld und Arbeitsmöglichkeit von den Sicherheitsbehörden alleingelassen worden zu sein, vermittelte das BKA Ruhland dann schließlich falsche Papiere, Waffenschein und Pistole, sowie eine Mauer um sein Grundstück, schusssicheres Glas und tausend Mark monatlich, da es sein Kronzeugenkonzept gefährdet sah.